# Jung Chan-Sung
Jung Chan-Sung (em coreano: 정찬성; Pohang, 17 de março de 1987), anglicanizado como Chan Sung Jung, é um  sul-coreano lutador de artes marciais mistas (MMA) e kickboxing, competindo atualmente no UFC. Seu apelido "The Korean Zombie" (O zumbi coreano, em tradução literal) se deve a sua habilidade em continuar lutando agressivamente, mesmo após suportar duros golpes. Ele estreou profissionalmente em junho de 2007, e em dezembro do mesmo ano, ele ganhou o torneio dos pesos-leves do Pancrase Korea.

## Cartel no MMA
| Cartel no MMA   |             |            |
| 24 lutas        | 17 vitórias | 7 derrotas |
| Por nocaute     | 6           | 4          |
| Por finalização | 8           | 0          |
| Por decisão     | 3           | 3          |

| Res.    | Cartel | Oponente              | Método                         | Evento                                          | Data       | Round | Tempo | Local                       | Notas                                                                |
| ------- | ------ | --------------------- | ------------------------------ | ----------------------------------------------- | ---------- | ----- | ----- | --------------------------- | -------------------------------------------------------------------- |
| Derrota | 17-8   | Max Holloway          | Nocaute (soco)                 | UFC Fight Night: Holloway vs. The Korean Zombie | 26/08/2023 | 3     | 0:23  | Kallang                     | Anunciou a sua aposentadoria; Luta da Noite.                         |
| Derrota | 17-7   | Alexander Volkanovski | Nocaute Técnico (socos)        | UFC 273: Volkanovski vs. Korean Zombie          | 09/04/2022 | 4     | 0:45  | Jacksonville, Florida       | Pelo Cinturão Peso Pena do UFC.                                      |
| Vitória | 17-6   | Dan Ige               | Decisão (unânime)              | UFC on ESPN: The Korean Zombie vs. Ige          | 19/06/2021 | 5     | 5:00  | Las Vegas, Nevada           |                                                                      |
| Derrota | 16-6   | Brian Ortega          | Decisão (unânime)              | UFC Fight Night: Ortega vs. The Korean Zombie   | 17/10/2020 | 5     | 5:00  | Abu Dhabi                   |                                                                      |
| Vitória | 16-5   | Frankie Edgar         | Nocaute Técnico (socos)        | UFC Fight Night: Edgar vs. The Korean Zombie    | 21/12/2019 | 1     | 3:18  | Busan                       | Performance da Noite.                                                |
| Vitória | 15-5   | Renato Moicano        | Nocaute Técnico (socos)        | UFC Fight Night: Moicano vs. Korean Zombie      | 22/06/2019 | 1     | 0:58  | Greenville, Carolina do Sul | Performance da Noite.                                                |
| Derrota | 14-5   | Yair Rodríguez        | Nocaute (cotovelada invertida) | UFC Fight Night: Korean Zombie vs. Rodríguez    | 10/11/2018 | 5     | 4:59  | Denver, Colorado            | Luta da Noite.                                                       |
| Vitória | 14-4   | Dennis Bermudez       | Nocaute (socos)                | UFC Fight Night: Bermudez vs. Korean Zombie     | 04/02/2017 | 1     | 2:49  | Houston, Texas              | Performance da noite. Retorno ao UFC após 3 anos de serviço militar. |
| Derrota | 13-4   | José Aldo             | Nocaute Técnico (socos)        | UFC 163: Aldo vs. Jung                          | 03/08/2013 | 4     | 2:00  | Rio de Janeiro              | Pelo Cinturão Peso Pena do UFC. Luta da noite.                       |
| Vitória | 13-3   | Dustin Poirier        | Finalização (triângulo de mão) | UFC on Fuel TV: Korean Zombie vs. Poirier       | 15/05/2012 | 4     | 1:07  | Fairfax, Virgínia           | Luta da Noite; Finalização da Noite.                                 |
| Vitória | 12-3   | Mark Hominick         | Nocaute (socos)                | UFC 140: Jones vs. Machida                      | 10/12/2011 | 1     | 0:07  | Toronto, Ontário            | Nocaute da Noite.                                                    |
| Vitória | 11-3   | Leonard Garcia        | Finalização (twister)          | UFC Fight Night: Nogueira vs. Davis             | 26/03/2011 | 2     | 4:59  | Seattle, Washington         | Estreia no UFC; Finalização da Noite; Finalização do Ano (2011).     |
| Derrota | 10-3   | George Roop           | Nocaute (chute na cabeça)      | WEC 51: Aldo vs. Gamburyan                      | 30/09/2010 | 2     | 1:30  | Broomfield, Colorado        |                                                                      |
| Derrota | 10-2   | Leonard Garcia        | Decisão (dividida)             | WEC 48: Aldo vs. Faber                          | 24/04/2010 | 3     | 5:00  | Sacramento, Califórnia      | Estreia no WEC; Luta da Noite; Luta do Ano (2010).                   |
| Vitória | 10-1   | Matt Jaggers          | Finalização (triângulo)        | Sengoku 9                                       | 02/08/2009 | 2     | 1:25  | Saitama                     |                                                                      |
| Derrota | 9-1    | Masanori Kanehara     | Decisão (unânime)              | Sengoku 8                                       | 02/05/2009 | 3     | 5:00  | Tóquio                      |                                                                      |
| Vitória | 9-0    | Shintaro Ishiwatari   | Finalização (mata leão)        | Sengoku 7                                       | 20/03/2009 | 1     | 4:29  | Tóquio                      |                                                                      |
| Vitória | 8-0    | Fanjin Son            | Nocaute (soco)                 | Deep 39                                         | 10/12/2008 | 1     | 0:17  | Tóquio                      |                                                                      |
| vitória | 7-0    | Michihiro Omigawa     | Decisão (unânime)              | Deep 38                                         | 16/08/2008 | 2     | 5:00  | Okayama                     |                                                                      |
| Vitória | 6-0    | Jo Jung-Hun           | Decisão (unânime)              | KoreaFC                                         | 31/05/2008 | 3     | 5:00  | Gangwon                     |                                                                      |
| Vitória | 5-0    | Choi Dae-Han          | Finalização (triângulo)        | KoreaFC                                         | 31/05/2008 | 1     | 3:38  | Gangwon                     |                                                                      |
| Vitória | 4-0    | Choi Jung-Beom        | Finalização (chave de braço)   | KoreaFC                                         | 31/05/2008 | 1     | 2:15  | Gangwon                     |                                                                      |
| Vitória | 3-0    | Lee Hyung-Geol        | Nocaute técnico (socos)        | Pancrase                                        | 16/12/2007 | 1     | 3:27  | Busan                       |                                                                      |
| Vitória | 2-0    | Yoo In-Seok           | Finalização (mata leão)        | Pancrase                                        | 16/12/2007 | 1     | 2:34  | Busan                       |                                                                      |
| Vitória | 1-0    | Lee Hyung-Geol        | Finalização (chave de braço)   | SuSambo                                         | 24/06/2007 | 2     | 3:07  | Gyeongju                    |                                                                      |